# Grad Cerovec
Grad Cerovec (nemško Zerowetz) je grad, ki je nekoč stal v naselju Cerovec občina Šentjur. 
Leta 1327 je v zgodovinskih virih omenjeno posestvo Cerau, last Guntzla von Turna, zaselek pa v 15. stoletju kot Zerowecz in Czerobitz. Leta 1496 je v Cerovcu že stala žusemska pristava, ki pa je v pisnih virih izrecno omenjena šele leta 1547. Danes o gradu ni več sledi.